# Conservatorul din Kazan
Conservatorul de Stat „N.G. Jiganov” din Kazan (în rusă Казанская государственная консерватория имени Н.Г. Жиганова) este o instituție de învățământ superior din Kazan, Tatarstan. A fost fondat în 1945 de compozitorul tătar sovietic Najip Jihanov, care a fost rector al instituției în perioada 1945-1988. În anul 2000, Conservatorul a fost numit după el.
În 2009, Conservatorul avea în jur de 110 profesori și 700 de studenți. Programele educaționale sunt realizate la șapte catedre - pian, orchestră, dirijat de cor, vocal, instrumente populare, teorie și compoziție, artă muzicală tătară. Din 1989 până în 2021, rectorul instituției a fost profesorul Rubin Abdulin, primul cântăreț la orgă de etnie tătară. Din 2021, rectorul instituției este profesorul Vadim Dulat-Aleev.

## Profesori notabili
- Najip Jihanov
- Albert Leman
- Fuat Mansurov
- Mansur Mozaffarov
- Natan Rakhlin
- Elf Burnasheva

## Absolvenți notabili
- Vlada Borovko - soprană de operă
- Larissa Diadkova - mezzosoprană (transferată la Conservatorul din Sankt Petersburg)
- Youri Egorov - pianist (transferat la Conservatorul din Moscova)
- Sofia Gubaidulina - compozitoare (1954)
- Oleg Lundstrem - compozitor și dirijor de jazz (1953)
- Almaz Monasypov - compozitor, dirijor și violoncelist
- Airat Ichmouratov - compozitor, dirijor și clarinetist
- Konstantin Lopushansky - regizor de film, autor
- Sofia Guliak - pianistă
- Elwirä Misbaxova - violonistă
- Vladimir Romashkin - folclorist, muzician, cercetător, realizator de filme documentare
- Mikhail Pletnev - pianist, dirijor și compozitor (transferat la Conservatorul din Moscova)[6]